# Josef Paar
Josef „Sepp“ Paar (* 6. März 1913 in Piding; † 21. September 1997 ebenda) war ein deutscher Ringer.

## Leben
Josef Paar, „Sepp“ genannt, war der Sohn einer Bauernfamilie. Er arbeitete zunächst in der Gastronomie und absolvierte eine Schreinerlehre. Von 1939 bis 1945 war er Soldat. Nach 1945 gründete er eine Möbelschreinerei, die sich im Laufe der Jahre zu einem Innenausbaubetrieb entwickelte. Schon als junger Bub rang er beim AC Bad Reichenhall und wurde 1931 deutscher Jugendmeister. Den Anschluss an die deutsche und internationale Spitzenklasse im Ringen schaffte er schnell. Bei den deutschen Meisterschaften 1937 bezwang er den damals als unschlagbar geltenden Fritz Schäfer aus Ludwigshafen am Rhein und wurde deutscher Meister. Vor den Europameisterschaften in München verletzte er sich und konnte nicht antreten. Sein „Ersatzmann“ Fritz Schäfer wurde Europameister. Krieg und Nachkriegszeit unterbrachen seine Karriere, nach dem Krieg rang er noch bis 1950 und führte in diesem Jahr seinen AC Bad Reichenhall als Ringer und Trainer zum Gewinn der deutschen Mannschaftsmeisterschaft gegen die SG Viktoria Eckenheim.

## Internationale Erfolge
(OS = Olympische Spiele, EM = Europameisterschaft, gr = griechisch-römischer Stil, F = Freistil, We = Weltergewicht, Mi = Mittelgewicht)
- 1935, 2. Platz, EM in Kopenhagen, gr, Mi, mit Siegen über Pikkusaari, Finnland, Kalnins, Lettland und einer Niederlage gegen Ivar Johansson, Schweden;
- 1936, 6. Platz, Olympische Spiele in Berlin, F, We, mit Siegen über O’Hara, Australien, Thure Andersson, Schweden, Pietelä, Finnland und einer Niederlage gegen Jean Jourlin, Frankreich;

## Erfolge bei deutschen Meisterschaften
- 1935, 3. Platz in Wilhelmshaven, gr, Mi, hinter Albert Laudien, Wilhelmshaven, und August Köstner, Bamberg;
- 1936, 1. Platz in Nürnberg, F, We, vor Wolfgang Ehrl, München, und Josef Lehner, Nürnberg;
- 1937, 1. Platz in Karlsruhe, F, We, vor Fritz Schäfer, Ludwigshafen am Rhein, und Lehner;
- 1948, 1. Platz in Bad Reichenhall, gr, We, vor Seeburger, Bruchsal;
- 1949, 1. Platz in Heidenheim, gr, We, vor Heinrich Nettesheim, Köln, und Franz Wittmann, Friesenheim